# 斗蜥鳄
鬥蜥鱷（學名：Machimosaurus）又名馬奇莫鱷，是種已滅絕海鱷亚目，屬於真蜥鱷科，生存於侏羅紀晚期（啟莫里階與提通階）到白堊紀早期（巴列姆階與凡藍今階）。化石發現於法國、英格蘭、葡萄牙、德國、瑞士、奧地利。鬥蜥鱷的身長超過7.2米，是最大型的海鱷類，也是侏羅紀時期最大型的鱷形超目。鬥蜥鱷是最後的真蜥鱷類，在白堊紀早期滅亡。

## 發現與種

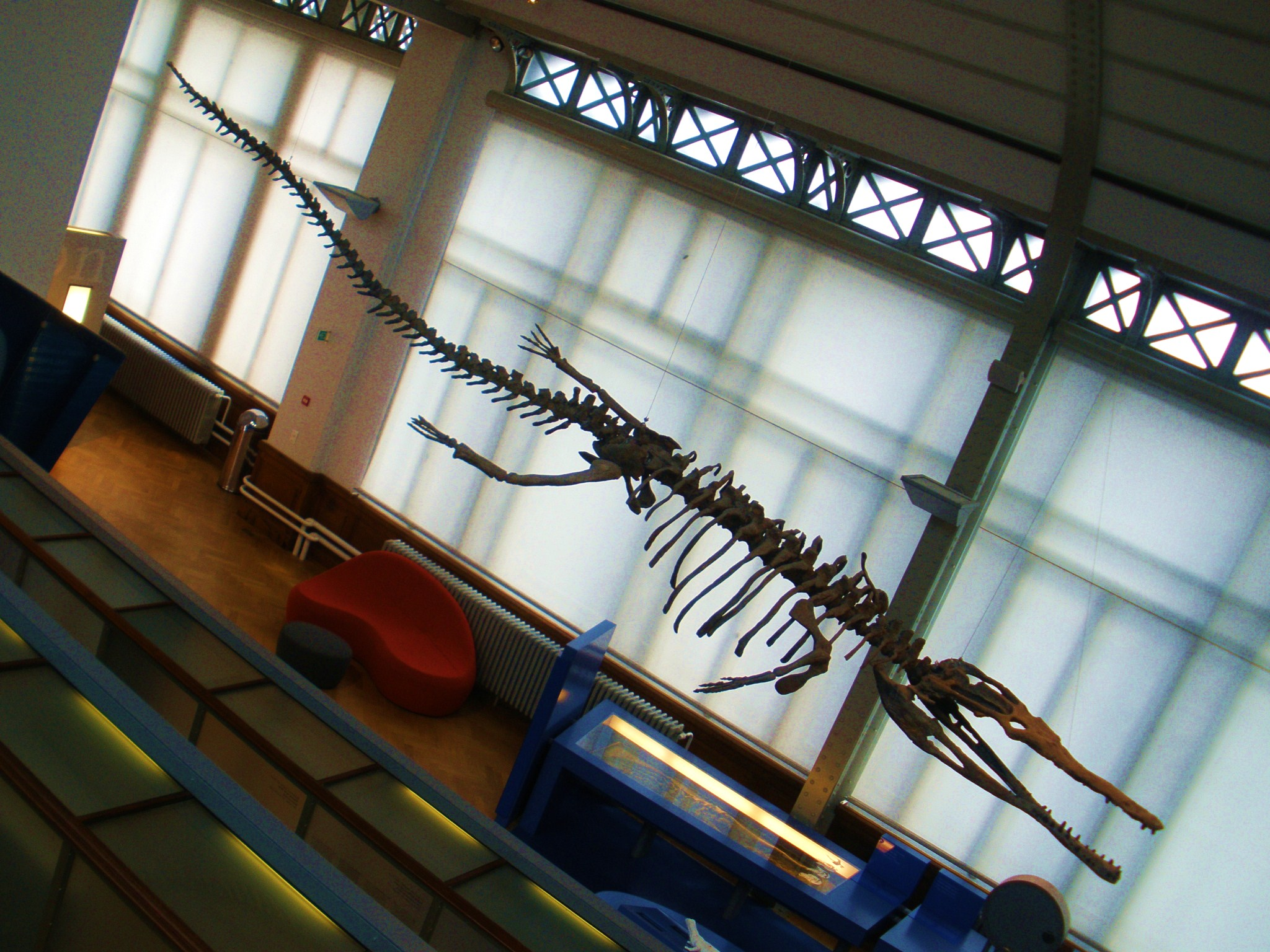
鬥蜥鱷的骨架模型

在1837年，克里斯蒂安·埃里克·赫曼·馮·邁耶將一些發現於瑞士、奧地利的分散牙齒，命名為赫氏鬥蜥鱷（Madrimosaurus hugii）。在1838年，汪邁爾發現拼法上的錯誤，將屬名改為Machimosaurus。這些牙齒呈圓椎狀、齒端鈍、有許多垂直脊，可輕易與其他真蜥鱷類辨別出來。
赫氏鬥蜥鱷的化石發現於法國、英格蘭、葡萄牙、瑞士、奧地利。M. ferox、M. recurvirostris、M. interruptus都是赫氏鬥蜥鱷的次異名。
在1967年，Krebs提出摩氏鬥蜥鱷（M. mosae）是赫氏鬥蜥鱷的次異名。後來在法國的一個地層（屬於啟莫里階晚期）發現一個幾乎完整化石，證實兩者為不同種。理查·歐文曾將一些頭骨與骨骼化石歸類於上龍的一種（Pliosaurus trochanterius），可能屬於摩氏鬥蜥鱷。
M. bathonicus與M. rigauxi的化石發現於法國，年代為巴統階。但這兩個種的體型纖細，也缺乏斗蜥鳄的鈍的牙齒特徵。
一個發現於衣索比亞的下頜前段化石，年代屬於牛津階或啟莫里階，過去被歸類於扁鼻強龍的一種（Simolestes nowackianus），現在被認為是種大型的鬥蜥鱷。

## 古生物學

### 生態位

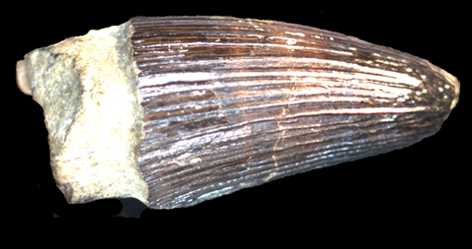
鬥蜥鱷的牙齒

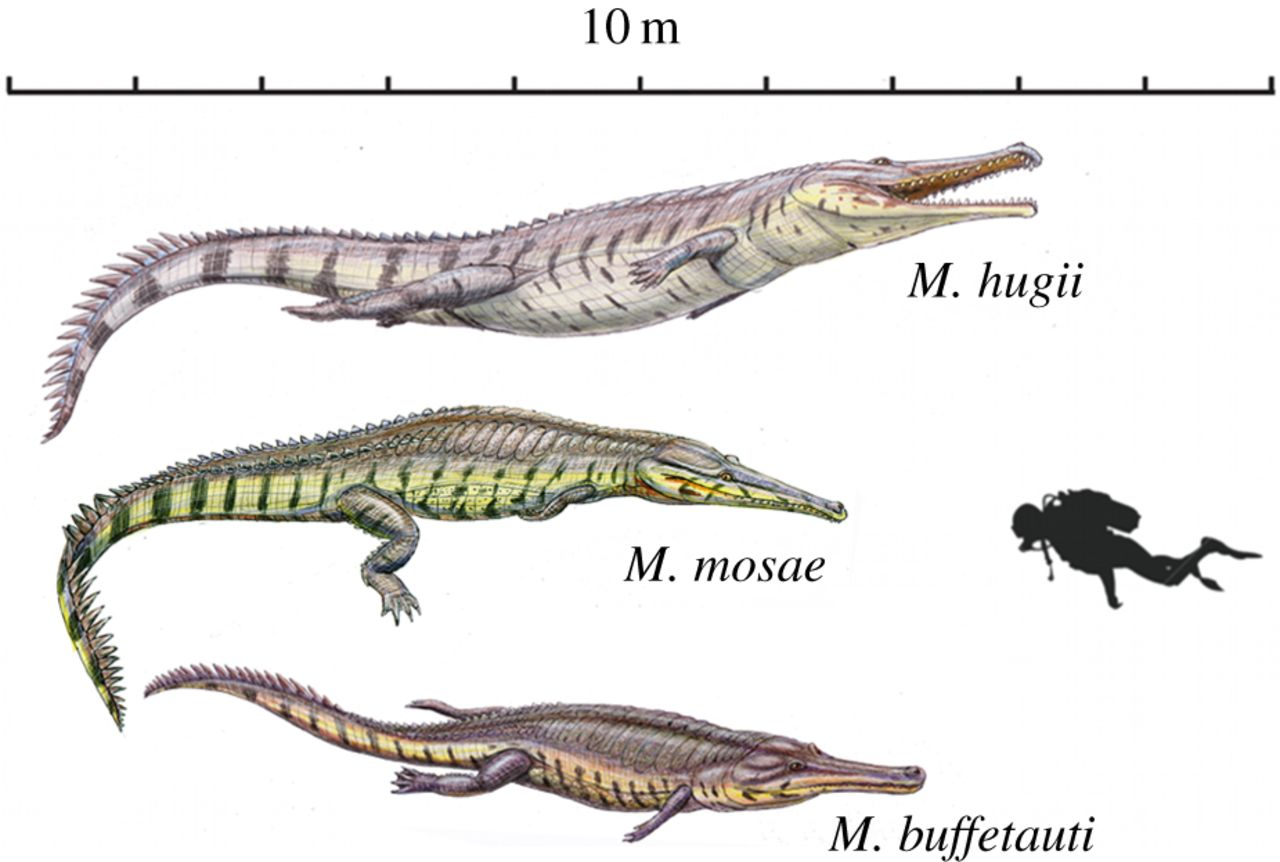
鬥蜥鱷的复原图

在下薩克森州的奧克河流域，發現兩種真蜥鱷科化石，分別為狹蜥鱷、鬥蜥鱷，以及新鱷類的稜角鱗鱷與Theriosuchus，屬於啟莫里階。法國西部的一個提通階地層，也同時發現狹蜥鱷與鬥蜥鱷的化石。

### 食性
在瑞士的一個啟莫里階地層，一個鯨龍的股骨被發現有齒痕，與當地發現的赫氏斗蜥鳄相符合。這顯示鬥蜥鱷可能在岸邊伏擊這隻鯨龍，類似現代鱷魚，或以這隻鯨龍的屍體為食。在瑞士北部的索洛圖恩石灰岩（年代為啟莫里階），發現一個有齒痕的烏龜化石，以及一顆斗蜥鳄的斷裂牙齒。另外，在德國的一個侏儸紀晚期地層，也發現一個具齒痕的烏龜化石，與當地的一個鬥蜥鱷牙齒相符。
科學家分析鬥蜥鱷的頭骨的形態功能，顯示牠們極可能以烏龜為食。科學家並研究牠們的牙齒，認為鬥蜥鱷的獵食方式是抓住、壓碎具硬殼的動物。

### 移動方式
根據脊椎的關節突接合處，科學家認為鬥蜥鱷生存於開放的海域，以尾巴左右揮擺前進，以四肢控制方式、保持平衡。從相關肌肉的附著點大，顯示控制頭部下擺的肌肉發展良好，可協助牠們潛水。

## 外部連結
- Angellis Net pdf （页面存档备份，存于）
- Images on French Paleopedia